# Río Guisane
El río Guisane es un río de Francia, afluente del río Durance por la derecha. Confluye con este río en las proximidades de Briançon.
Sus fuentes se sitúan en el Col du Lautaret (2.058 m s. n. m.), en la vertiente norte de los Pics de Combeynot. Todo su curso se desarrolla en el departamento de Altos Alpes. Su nombre proviene de Aquí Sanatio, nombre latino de la población de Le Monêtier-les-Bains.
Sus principales afluentes son los dos Tabucs: el Tabuc de Monêtier y el de Casset (o Petit Tabuc), ambos alimentados por glaciares.
La carretera N91 recorre todo el valle del Guisane.
- Datos: Q611797
- Multimedia: Guisane / Q611797